# Personalidade do Ano da Academia Latina da Gravação
O Prêmio de Personalidade do Ano da Academia Latina da Gravação é concedido anualmente pela Academia Latina da Gravação à consagrados artistas por suas contribuições à música Latina e por sua eventual dedicação à filantropia. Tradicionalmente, os vencedores recebem o prêmio na mesma semana de realização da cerimônia do Grammy Latino.
O prêmio foi concedido primeiramente ao músico cubano-estadunidense Emilio Estefan em 2000 por seus esforços em ampliar o pública de música Latina. Oito anos mais tarde, sua esposa, a cantora Gloria Estefan, foi a primeira artista feminina a receber o prêmio. Estefan já havia recebido o Personalidade do Ano MusiCares em 1994, uma honraria semelhante concedida pela National Academy of Recording Arts and Sciences, que organiza o Grammy Awards.
Em 2001, o cantor espanhol Julio Iglesias foi o segundo homenageado da categoria. O cantor ranchero Vicente Fernández recebeu o prêmio em 2002 por suas doações à programas de bolsas de estudo. No ano seguinte, o cantor brasileiro Gilberto Gil recebeu o prêmio, sendo o primeiro cantor de sua nacionalidade a recebê-lo. Em 2004, o prêmio foi concedido a Carlos Santana pela fundação da Milagro Foundation, que "apoia jovens através de artes, saúde e educação". O cantor mexicano José José, conhecido popularmente como "Príncipe da Canção", recebeu o prêmio em 2005. O cantor porto-riquenho Ricky Martin recebeu o prêmio no ano seguinte por seu combate ao tráfico humano. Juan Luis Guerra, notabilizado por popularizar o merengue e a bachata, recebeu o prêmio em 2007 por suas contribuições à construção de hospitais, igrejas e centros de recuperação em seu país natal.
A cantora colombiana Shakira recebeu o prêmio em 2011, juntamente com o prêmio de Melhor Álbum Vocal Pop Feminino por Sale El Sol. O brasileiro Caetano Veloso foi o homenageado na edição de 2012. Miguel Bosé e Joan Manuel Serrat foram os homenageados nas edições de 2013 e 2014, respectivamente.

## Vencedores
| Ano  | Personalidade | Personalidade                 | País de origem                 | Gênero musical                    | Ref.   |
| ---- | ------------- | ----------------------------- | ------------------------------ | --------------------------------- | ------ |
| 2000 |               | Emilio Estefan (1953-)        | Cuba                           | Pop latino                        | [ 2 ]  |
| 2001 |               | Julio Iglesias (1943-)        | Espanha                        | Pop latino                        | [ 10 ] |
| 2002 |               | Vicente Fernández (1940-2021) | México                         | Ranchera                          | [ 11 ] |
| 2003 |               | Gilberto Gil (1942-)          | Brasil                         | MPB Samba Soul                    | [ 12 ] |
| 2004 |               | Carlos Santana (1947-)        | México                         | Rock latino                       | [ 6 ]  |
| 2005 |               | José José (1948-2019)         | México                         | Pop latino Balada romântica       | [ 13 ] |
| 2006 |               | Ricky Martin (1971-)          | Estados Unidos · ( Porto Rico) | Pop latino                        | [ 14 ] |
| 2007 |               | Juan Luis Guerra (1957-)      | República Dominicana           | Bachata Merengue Balada romântica | [ 15 ] |
| 2008 |               | Gloria Estefan (1957-)        | Cuba                           | Pop latino Balada romântica Salsa | [ 16 ] |
| 2009 |               | Juan Gabriel (1950-2016)      | México                         | Pop latino Ranchera               | [ 1 ]  |
| 2010 |               | Plácido Domingo (1941-)       | Espanha                        | Erudito Ópera Crossover clássico  | [ 17 ] |
| 2011 |               | Shakira (1977-)               | Colômbia                       | Pop latino Pop                    | [ 18 ] |
| 2012 |               | Caetano Veloso (1942-)        | Brasil                         | MPB Rock psicodélico Samba-canção | [ 8 ]  |
| 2013 |               | Miguel Bosé (1942-)           | Espanha/ Panamá                | Pop latino Soft rock              | [ 19 ] |
| 2014 |               | Joan Manuel Serrat (1943-)    | Espanha                        | Nueva canción                     | [ 9 ]  |
| 2015 |               | Roberto Carlos (1941-)        | Brasil                         | MPB Rock Soul Pop latino          | [ 20 ] |
| 2016 |               | Marc Anthony (1968-)          | Estados Unidos                 | Pop latino Salsa                  | [ 21 ] |
| 2017 |               | Alejandro Sanz (1968-)        | Espanha                        | Pop latino                        |        |
| 2018 |               | Maná                          | México                         | Rock latino                       | [ 22 ] |
| 2019 |               | Juanes (1972-)                | Colômbia                       | Rock latino Pop latino            | [ 23 ] |
| 2021 |               | Rubén Blades (1948-)          | Panamá                         | Jazz latino Pop latino            | [ 24 ] |
| 2022 |               | Marco Antonio Solís (1959-)   | México                         | Rock latino Pop latino            | [ 25 ] |
| 2023 |               | Laura Pausini (1974-)         | Itália                         | Pop Pop latino                    | [ 26 ] |
| 2024 | Carlos Vives  | Carlos Vives (1961-)          | Colômbia                       | Vallenato Pop Pop latino          | [ 27 ] |